# Porta del Corano
La Porta del Corano (Farsi:دروازه قرآن Darvāzeh Qur'an) è una porta storica nella parte nord di Shiraz in Iran.
Si trova all'ingresso nord della città, sulla strada per Marvdasht e Isfahan, tra i monti Baba Kouhi e Chehel Maqam nei pressi di Allah-o-Akbar Gorge.

## Storia
La porta è stata costruita durante il regno di 'Adud ad-Dawla. Al tempo della dinastia Zand, che aveva subito un sacco di danni, così è stata restaurata ed è stata aggiunta una piccola stanza in cima, in cui sono stati tenuti gli scritti a mano del Corano del sultano Ibrahim Bin Shahrukh Gurekani. I due Corani sono noti come Hifdah-Man. I viaggiatori che passavano sotto la porta si credeva di ricevere la benedizione del libro sacro nel loro inizio di viaggio o arrivo.
Durante la dinastia Qajar, la porta è stata danneggiata da molteplici terremoti; fu poi restaurata da Mohammad Zaki Khan Nouri. Nel 1937 i due Corani sono stati presi dal cancello e sono stati portati al Museo Pars a Shiraz, dove rimangono tutt'oggi. Nel 1949 l'arco della porta è stato restaurato da Hosein Igar, un mercante noto anche come E'temad Al-Tejar.
Oggi le porte sono parte di un parco cittadino dove i cittadini si rilassano facendo e pic-nic durante le loro ore di svago.